# Polícia Provincial de Buenos Aires

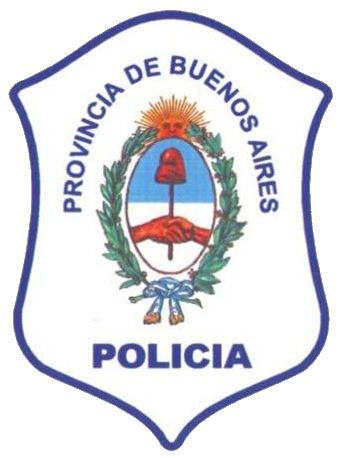
Emblema.

Polícia Provincial de Buenos Aires (também denominada Polícia Bonaerense ou só Bonaerense) é o serviço policial responsável pelo policiamento da Província de Buenos Aires, na Argentina.
É um dos maiores serviços policiais da Argentina, responsável pelo policiamento de uma província de mais de 15 milhões de habitantes, cerca de 38% da população total da Argentina.

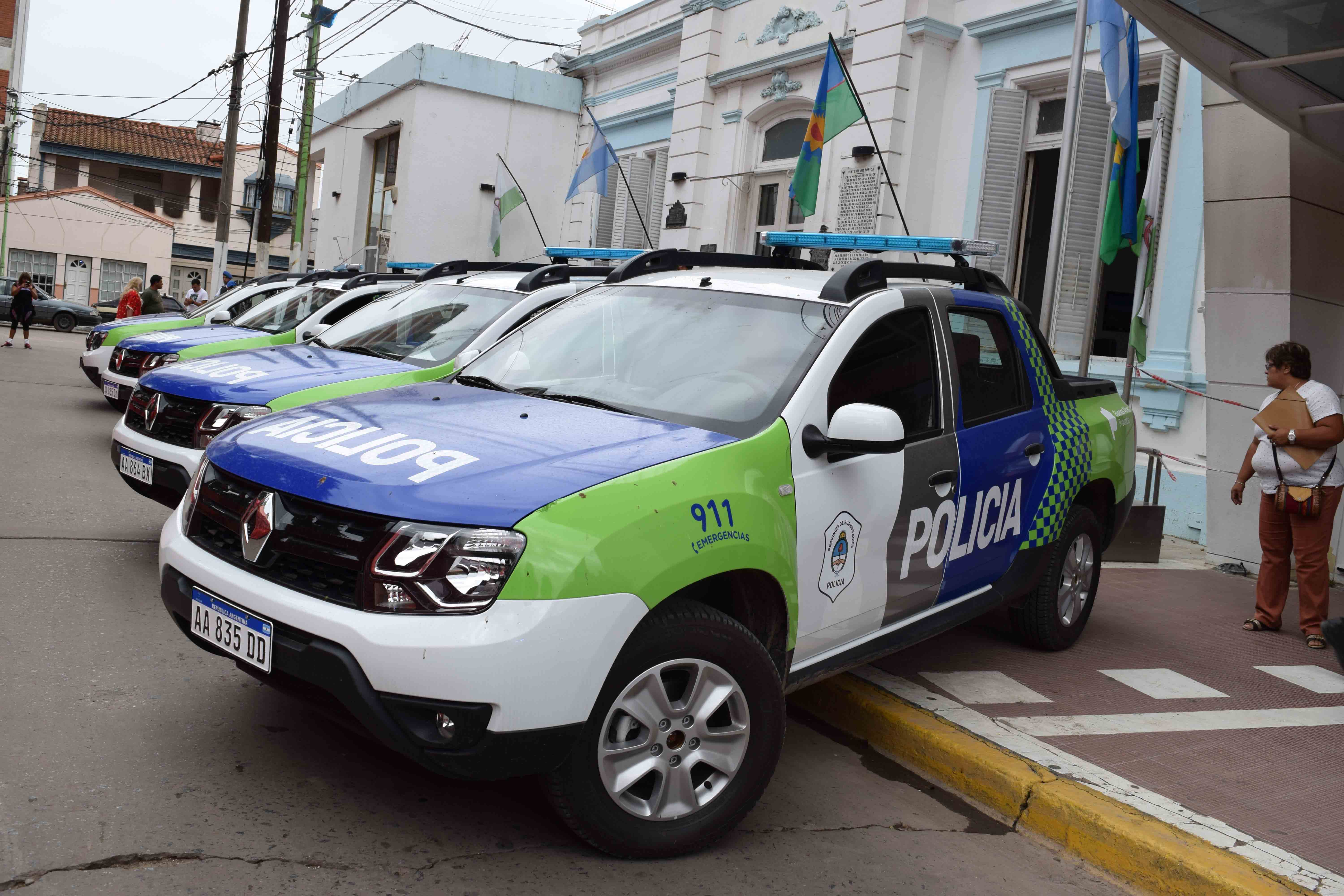
Viaturas Renauld Duster Oroch com nova caracterização.

Esta força policial está subordinada ao Ministério Provincial da Segurança liderado pelo Ministro Carlos Stornelli. O chefe da força, o general Comissário Hugo Matzkin tem o título de Superintendente-Geral de Polícia.
- Viatura caminhonete.
- Oficiais com motocicletas durante um desfile cívico militar.
- Cadetes da Polícia Provincial de Buenos Aires
- Simulação de detenção para fins fotográficos, 1934.